# Molecz Béla
Molecz Béla (Szentes, 1874. december 21. – Budapest, 1945. március 2.) magyar-német szakos középiskolai tanár, a szentesi gimnázium magasan képzett tudós pedagógusa, Marczibányi-díjas nyelvésze.

## Iskolái
Szegény sorsú családban született. Édesapja Molecz Károly kereskedő, édesanyja Nyiry Lujza volt. Elemi iskolái elvégzése után a helyi gimnáziumba íratták be szülei. A tandíj fizetése alól folyamatosan felmentett volt. Jó tanulmányi eredménye miatt rendszeres pénzjutalomban részesült. 1892-ben jelesre érettségizett. Felsőfokú tanulmányait Budapesten és Strassburgban végezte, s mindkét egyetemen különös figyelmet fordított a magyar nyelv és az idegen nyelvek filológiai szempontú tanulmányozására. A tanári oklevél mellé a bölcseleti doktor címet is megszerezte.

## A tanári pályán

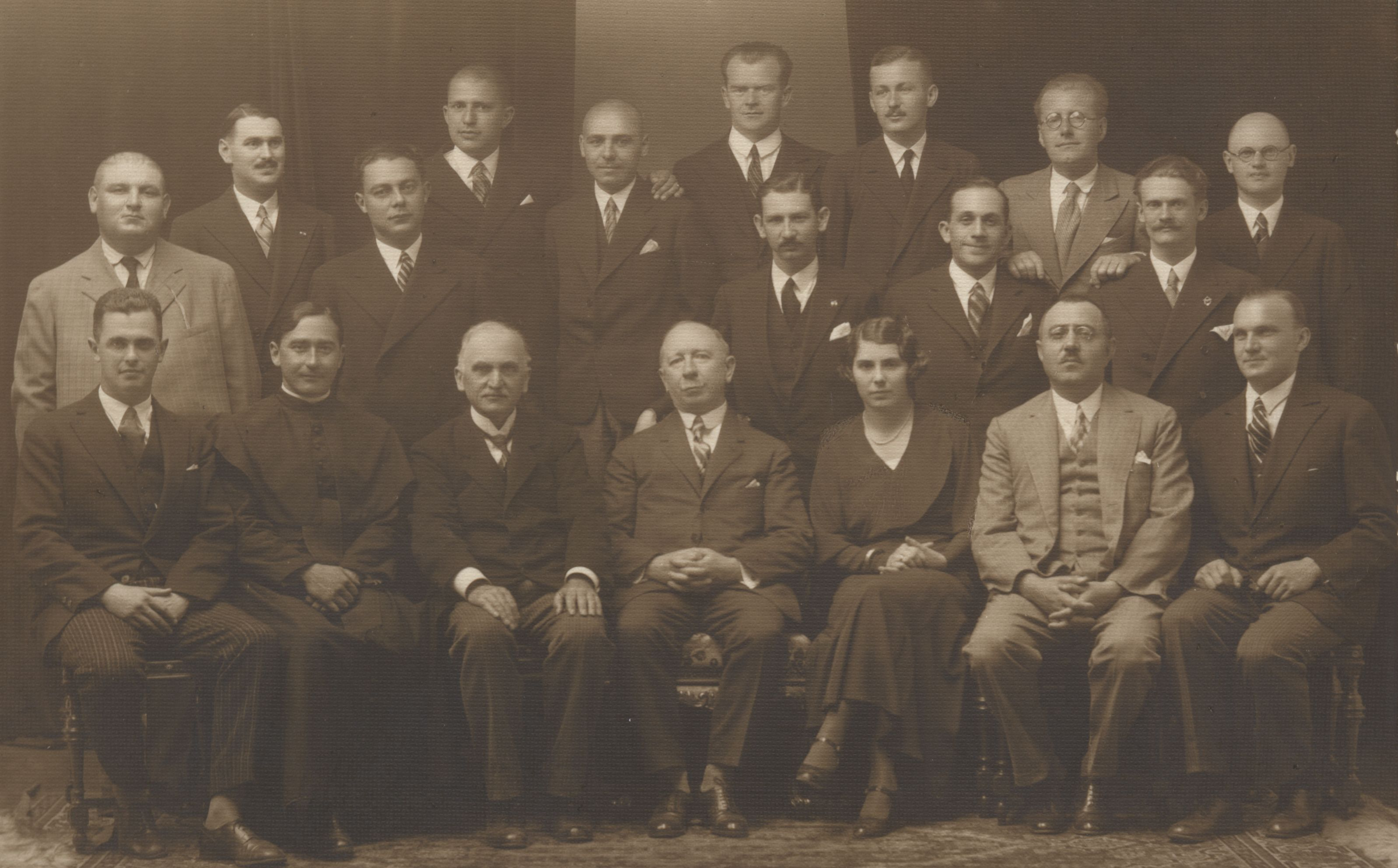
10 éves érettségi találkozó 1933-ban. Középen Molecz Béla és Járay Imre igazgató

Hazatérését követően 1897 januárjában a vallási és közoktatási minisztérium a szentesi főgimnázium helyettes tanárává nevezte ki. Két évvel később „rendes tanár”-i besorolást kapott. Az iskolai életben meglehetős buzgalommal dolgozott. Szaktárgyai, a német és a magyar mellett éveken át tanított bölcsészetet (lélektan és logika), görögpótló irodalmat (görög irodalom magyarul), latint és 1906-tól kezdve franciát. Nagyobb összegű adományával egyik alapító tagja volt az iskola Segítő Egyesületének. Ez a szegény sorsú tanulókat támogató egyesület igen tekintélyes társaságnak számított, ahol a város és környékének szellemi elitje képviseltette magát. Tagjai között volt gróf Károlyi Imre, gróf Károlyi Sándor, dr. Mátéffy Ferenc polgármester, dr. Reis Samu orvos, Futó Zoltán református esperes, Csallány Gábor régész, Zsoldos Ferenc mérnök, Uhlár István pápai prelátus, Petrovics Soma evangélikus lelkész és sokan mások. Közben a tanári könyvtár őrévé is kinevezték. 1915-től a katonai szolgálatra bevonuló Szőke József igazgató helyett négy éven át az intézmény irányítását is végezte. Sikeres munkálkodásának elismeréséül Horthy Miklós kormányzótól 1920-ban címzetes igazgatói címet kapott. 1925-től hivatalosan is a gimnázium igazgató-helyettese lett. Mindeközben nyelvészi tevékenysége folytán országos ismertségre is szert tett. Bár két ízben akarta őt a tanügyi kormány előkelő budapesti intézetekhez való áthelyezéssel jutalmazni, Molecz Béla köszönettel elhárította magától a felkínált lehetőségeket.
1933 júniusában vonult nyugdíjba. Kollégái és az egész város értelmisége ritkán tapasztalható, meleg szeretettel búcsúztatták. Nyugalomba vonulása alkalmából miniszteri elismerésben is részesült. Jaeger Imre, az intézet igazgatója a gimnázium éves értesítőjében búcsúzott el kollégájától, méltatta érdemeit:
Készséges volt ő mindenki iránt. Neki fájt, ha valakinek a kérését nem teljesíthette. Ez a szolgálatkészség nála a mai korban szinte szokatlan szerénységgel párosult. Gazdag és sokoldalú tudásának kincseiből úgy tudott egy fiatalabb kartársnak vagy érdeklődő diáknak értékes ismereteket átadni, hogy soha egy pillanatig sem éreztette velük szellemi és tudásbeli fölényét. … Éles szemmel látta egyik-másik fiúnak nyersesége és vásottsága mögött a szeretetre, jóságra szomjúhozó, saját kiegyensúlyozatlansága miatt vergődő és szenvedő diáklelket. Az ő megbocsátani tudása nem ismerte a szigorú előírások, vagy a visszaesések miatt joggal érzett bosszúság tiltó korlátozásait. Régi tanítványai megindult szeretettel emlékeznek meg az ő mindig megbocsátani kész jóságáról. … Molecz Béla hitt a magyar középiskola nemzetfenntartó hivatásában. Neki a gimnázium nem hivatal, ahol előírt számú hivatalos órát kell tartani. Neki az iskola szent hely volt, hol a jövő magyar művelt középosztály érzelmi világa formálódik, tudása kialakul, akarata irányítást nyer.
Pedagógiai munkásságán túl a város társadalmi és kulturális életéből is alaposan kivette részét. Munkabírását egyben tekintélyét is jelzi, hogy számos egyesültbe, bizottságba meghívták, számítottak munkájára. 1897-ben alapító tagja volt a Csongrádmegyei Történelmi és Régészeti Társulatnak, melynek 1898-tól könyvtárnoka lett. Emellett az evangélikus egyháztanács tagja volt, és a Protestáns Irodalmi Társaság szentesi osztályának alelnöke. Tagja volt továbbá a szegedi Alföldkutató Bizottságnak, a Csongrádvármegye törvényhatósági bizottságnak, Szentes megyei város képviselőtestületnek, a Csongrádvármegye és Szentes város népművelési bizottságának, a Szentes város kisdedóvói felügyelő bizottságának, valamint a Szentesi Gyorsíró Egyletnek.

## Tudományos munkássága

### Kutatásai a magyar szórend területén
Molecz Béla leginkább magyar nyelvtörténettel és nyelvesztétikával foglalkozott. 1898-ban A magyar szórend történeti változásai c. dolgozatáért a Magyar Tudományos Akadémia Marczibányi-díjjal jutalmazta. A díjat évente adományozták azon kutatóknak, akik a legsikeresebben dolgozták ki a magyar nyelv fejlesztésére kitűzött pályatételeket. Molecz 40 aranyforintot kapott a díj mellé. Ez a dolgozata 1900-ban az MTA támogatásával önálló kötet formájában is megjelent. Balassa József, a kor neves nyelvész tanára bár néhány kérdés tekintetében vitatkozott Molecz-cel, alapvetően elismerőleg szól munkájáról: „Ha következtetéseivel és eredményeivel nem értünk is minden tekintetben egyet, mindenesetre hálával ismerjük el, hogy megtette az első lépést, a legnehezebbet s hogy a szórend néhány kényesebb kérdésében valóban meglátta a helyeset.”
A Simonyi Zsigmond által szerkesztett Magyar Nyelvőr c. folyóirat is méltatta dolgozatát. Maga Simonyi is elsősorban Molecz munkájának figyelembe vételével állította össze a magyar szórend tudományos szabályait 1902-ben. A folyóirat század eleji számait lapozva látható, hogy egyre több hazai nyelvész hivatkozott Molecz munkájára. Rubinyi Mózes is elismerőleg ír a díjnyertes dolgozatról:
Nyelvészeti monográfiáink irodalma egy értékes kötettel gyarapodott Molecz Bélának e könyvével, amelyet félig-meddig saját költségén adott ki. Az Akadémián Marczibányi-féle díjat nyert e mű s eredetileg az egyetemen, a magyar nyelvtani társaságban keletkezett. Azért kezdő nyelvészeinknek valóban élő például szolgálhat arra nézve, hogy fiatal éveinkben is gyümölcsözőbb a szorgalmas gyűjtés alapján való munkálkodás, mint a fiatal, mozgékony lelket kecsegtető, de sokszor rossz nyomra vezető új elméleteken való kapkodás.
Molecz számtalan magyar nyelvemléket tett vizsgálat tárgyává dolgozatában. A középkori kódexek szövegei, a régi korok műveltebb íróinak írásai és a népnyelvi változatok mind-mind anyagot szolgáltatnak számára a régi magyar nyelv szerkezetének, szabályszerűségeinek, jellemzőinek feltárásához. Mondandója beleillik a korabeli szórendi kutatások fő sodrába; nem ellentmond, hanem megerősít, nem cáfol, hanem pontosít. Könyvének végén így összegzi gondolatait: „… bár elég szabadság van ma is a magyar szók és szólamok elhelyezésében, de szórendünk régente szabadabb volt. Szórendünk – úgy látszik – mind szigorúbb és szigorúbb lett az idők folyamán.”
Molecz más tanulmányaiban összefoglaló jelleggel szól kora nyelvészeinek eredményeiről, nyelvhelyességről, nyelvesztétikáról, szavak etimológiájáról, a magyar népi nyelvezetről, annak különféle változatairól. Kutatásait összekapcsolta tanári munkájával, és célul tűzte ki, hogy tanítványainak megtanítsa az igazi, tősgyökeres, szép magyar beszéd és írás fortélyait.

### A szentesi nyelvjárás kutatója
Molecz az elsők között volt, akik tudományos igényességgel foglalkoztak Szentes népi nyelvezetével. Már 1898-ban publikált egy cikket Ruhanevek címmel, melyben a szentesi sajátságos ruhaelnevezésekről értekezik. Később egy nagy ívű tanulmányban összegezte a szentesi nyelvjárásról szerzett ismereteit. Dolgozata először 1930-ban a Szentesi Hírlapban jelent meg. Egy évvel később a Bibó István által szerkesztett Népünk és Nyelvünk c. folyóirat is közölte. Megállapítja, hogy Szentesen a 18. század közepétől kétféle nyelvjárás honosodott meg: a kiséri városrészben lakó katolikus palócok leszármazottainak é-ző (zárt ë hang használata) és a felsőpárti városrészben lakó református vallásúak í-ző nyelvjárása. Molecz a kettős nyelvjárás hangtani jellegéről, sajátságairól, összeolvadásáról és eltűnéséről, jellegzetes helyi szavakról, szólásokról és szófordulatokról ír. Tanulmányának végén közöl egy jellemző helyi párbeszédet, mely saját korában is nyelvtörténeti értékkel bírt:
- Hát fírhën mént a lánya?
- Fírhën ám!
- Hiszén még lány se vót! Ugyan minek atta még fírhën?
- Mír? Jóravaló embërnek láccik, akki elvëtte.
- Hát én csak aszondom, hogy kár vót ijen koránn! A Miháj bátyámék lányuk is nagyon jó lány vót, ászt ojan dërík, hogy a kard az ódalára illëtt vóna. Az is ijen hamar fírhën mënt. De nagyon ílhetetlen az ura. Még jó, hogy az asszony az úr a házná. De veszekënnek is sokat!
- Hát, élitű is van, fokátú is! Ëggyikbe is lëhet hiba, másikba is. Az újjunk së egyforma!
- Csakis. Na, gyűjjön vissza!
- Nem írëk rá. Sietëk hazafelé.
- Isten álgya mëg!
- Isten maraggyon![43]

## Halála
1944-ben Molecz Béla – sok kortársához hasonlóan – a front közeledtének hírére elhagyta Szentest, s az akkor biztonságosnak hitt Budapestre utazott, ám az ostromot nem élte túl. Halálhírét a háború után megjelenő gimnáziumi értesítő adja tudtul:
Tavasz folyamán vettük a szomorú hírt, hogy az intézetnek hosszú éveken át volt helyettes igazgatója, a tanári könyvtárnak évtizedeken át volt őre és naggyá fejlesztője, Molecz Béla c. igazgató Budapesten január 8-án meghalt. Az intézet mindig hálával gondol reá, hisz egész életét ennek az iskolának szentelte. … Kegyelettel őrizzük emlékét.
Könyvtárát a gimnáziumra hagyta. Jelenleg Négyesy László és Derzsi Kovács Jenő könyvészeti hagyatékával együtt külön tárolják.

## Elismerései
- Marczibányi-díj (1898)
- Címzetes igazgató (1920)
- II. osztályú polgári hadi érdemkereszt[29]
- Miniszteri elismerés „a középiskolai oktatás terén kifejtett buzgó és eredményes működéséért” (1933)

## Művei

### Önálló kötetei
- A magyar szórend történeti fejlődése. Budapest, 1900.
- Szórendi tanulmányok. Budapest, Magyar Nyelvőr, 1915.
- A magyar szórend esztétikája. Szentes, 1933. (Csongrádmegyei könyvtár sorozat)

### Országos folyóiratokban megjelent tanulmányai
- Nyelvhagyományok. Ruhanevek. Magyar Nyelvőr 1898. Szerk.: Simonyi Zsigmond. 136-137. o.
- Egy kis konkolyozás. Magyar Nyelvőr 1899. Szerk.: Simonyi Zsigmond. 117-120. o.
- Mondattani sajátosságok az Actio Curiosából. Magyar Nyelvőr 1899. Szerk.: Simonyi Zsigmond. 504-505. o.
- Az ifjúsági könyvtárak kezeléséről. Magyar paedagógia. 1899. 378-382. o.
- A tagadó szólam helye. Magyar Nyelvőr 1901. Szerk.: Simonyi Zsigmond. 247-248. o.
- Mi hasznát vettük a nyelvtörténeti Szótárnak? (Kalmár Elekkel, Melich Jánossal, Tóth Bélával közösen) Magyar Nyelvőr 1904. Szerk.: Simonyi Zsigmond. 213-221. o.
- A magyar hangsúly és szórend kapcsolata. Magyar Nyelvőr 1905. Szerk.: Simonyi Zsigmond. 489-492. o.
- A méltóságnevek szórendje. Magyar Nyelvőr 1907. Szerk.: Simonyi Zsigmond. 470-476. o.
- A szegény ember. Közgazdasági tanulmány. Írta Ecseri Lajos. Magyar Nyelvőr 1910. Szerk.: Simonyi Zsigmond. 88-89. o.
- Régi szórendi megjegyzések. Magyar Nyelvőr 1912. Szerk.: Simonyi Zsigmond. 125-128. o.
- A szegény emberről. Írta dr. Ecseri Lajos. Magyar Nyelvőr 1913. Szerk.: Simonyi Zsigmond. 83-84. o.
- A módosító igék és névszók szórendje. Magyar Nyelvőr 1914. Szerk.: Simonyi Zsigmond. 97-105. o., 145-152. o., 201-207. o., 241-249. o.
- A tagadó szórend. Magyar Nyelvőr 1914. Szerk.: Simonyi Zsigmond. 337-346. o., 392-401. o.
- Tolnai Vilmos: A nyelvújítás. Könyvismertetés. Irodalomtörténeti közlemények 1930. 1. sz. 108-109. o.
- A szentesi nyelvjárásról. Népünk és nyelvünk. 1931. Szerk.: Bibó István. 256-263. o.

### A szentesi sajtóban megjelent írásai
- A szentesi középiskola múltjából. Szentesi Hírlap 1925. dec. 25.
- Az anyai szeretetről. Molecz Bélának az Evangélikus Nőegylet vallásos délutánján tartott felolvasása. Szentesi Hírlap 1929. nov. 27. folytatásokban
- A szentesi nyelvjárásról. Szentesi Hírlap 1930. jún. 18.
- Miért tanulmányozzák a nyelvjárásokat. Szentesi Hírlap 1930. jún. 27.
- Napsütötte mezőkön. Elbeszélések. Böszörményi Jenő új novellás kötete. Szentesi Hírlap 1931. dec. 25.
- Kazinczy pályája. Négyesy László könyve. Szentesi Hírlap 1932. febr. 7.
- Négyesy László (1861-1933). Szentesi Hírlap 1933. jan. 10.
- A magyar nép szóalkotása. Szentesi Hírlap 1933. dec. 24.
- A magyar nép stílusa. Csongrádmegyei Hírlap 1935. dec. 25.

### A gimnázium értesítőiben megjelent tanulmányai
- Zolnay Károly. A szentesi m. kir. állami főgymnasium Értesítője, 1899-1900. Közzéteszi: Balázsovits Norbert. Szentes, 1900. 3-25. o.
- Pólya Ferenc emlékezete. A szentesi m. kir. állami főgymnasium Értesítője, 1901-1902. Közzéteszi: Balázsovits Norbert. Szentes, 1902. 3-24. o.
- A nyelvújítás korának nyelvszépítő törekvései I. A szentesi m. kir. állami Horváth Mihály reálgimnázium Értesítője, 1927-1928. Közzéteszi: Jaeger Imre. Szentes, 1928. 3-14. o.
- A nyelvújítás korának nyelvszépítő törekvései II. A szentesi m. kir. állami Horváth Mihály reálgimnázium Értesítője, 1928-1929. Közzéteszi: Jaeger Imre. Szentes, 1929. 3-22. o.
- A tulajdonnév esztétikája. A szentesi m. kir. állami Horváth Mihály reálgimnázium Értesítője, 1930-1931. Közzéteszi: Jaeger Imre. Szentes, 1931. 14-32. o.
- A magyar szórend esztétikája. A szentesi m. kir. állami Horváth Mihály reálgimnázium Értesítője, 1932-1933. Közzéteszi: Jaeger Imre. 3-26. o.

## Róla szóló irodalom
- Rubinyi Mózes: A magyar szórend monográfiája. A magyar szórend történeti fejlődése. Írta Molecz Béla. Magyar Nyelvőr. Szerk.: Simonyi Zsigmond. 1901. 575-576. o.
- Balassa József: Molecz Béla: A magyar szórend történeti fejlődése. Nyelvtudományi Közlemények. Szerk.: Szinnyei József. Budapest. MTA, 1901.
- Kardos Albert: Molecz Béla: A tulajdonnév esztétikája. Magyar Nyelvőr. Szerk.: Balassa József. 1931. 115-116. o.
- Jaeger Imre: Molecz Béla. A szentesi m. kir. állami Horváth Mihály reálgimnázium Értesítője, 1932-1933. Közzéteszi: Jaeger Imre. Szentes, 1933. 27-29. o.
- Molecz Béla ünneplése. Szentesi Hírlap 1933. jún. 24.
- Molecz Béla. Szentesi Hírlap 1933. jún. 25.
- Molecz Béla igazgató búcsúztatása a gimnáziumban. Szentesi Hírlap 1933. jún. 27.
- Csergő Károly: Mentsük meg a magyar értékeket. Szentesi Napló 1944. febr. 6.
- Labádi Lajos: Halálának 50. évfordulóján Molecz Bélára emlékezünk. Szentesi Élet 1995. márc. 4.
- Labádi Lajos: Hatvan éve hunyt el Molecz Béla. A gimnázium nyelvtudósa. Szentesi Élet 2005. márc. 4.
- Bucsány György: 150 éves a gimnázium. Archiválva 2017. március 21-i dátummal a Wayback Machine-ben Iskolatörténeti kiállítás a levéltárban.
- Nagyházi Bernadette: Az egyszerű mondat szórendjének egy lehetséges tanítási modellje a magyar mint idegen nyelv oktatásában. Doktori (Phd) értekezés. Pécs, 2011. 29-30. o.